# أستراليا المفتوحة 2014
 بطولة أستراليا المفتوحة 2014  (بالإنجليزية: Australian Open 2014) هي بطولة تنس تلعب في الهواء الطلق على الملاعب الصلبة 
النسخة 102 من بطولة أستراليا المفتوحة، وأول بطولات جراند سلام لهذا العام , التي جريت في ملبورن بارك في مدينة ملبورن بين 13-26 يناير عام 2014, للمنافسة على جائزة فردي المحترفين ، الزوجي , الزوجي المختلط , المبتدئين واللاعبين على كرسي متحرك .
توجت اللاعبة الصينية لي نا بلقب سيدات بعد تغلبها بمجموعتين متتاليتين على السلوفاكية دومينيكا سيبولكوفا في النهائي بطولة أسترالية المفتوحة 2014 , في حين تمكن اللاعب السويسري ستانيسلاس فافرينكا بعد فوزه بلقب فردي الرجال ببطولة أستراليا المفتوحة للتنس على منافسه الإسباني رفائيل نادال بثلاث مجموعات لواحدة و يفوز بأول لقب له في البطولات الأربع الكبرى.
خسر كل من حاملي لقب الفردي في الدور ربع النهائي، وهي المرة الأولى في العصر المفتوح. نوفاك ديوكوفيتش كان حامل اللقب ثلاث مرات في فردي الرجال، لكنه فشل في الدفاع عن لقبه، وخسر أمام البطل النهائي فافرينكا. فشلت أيضًا حاملة اللقب مرتين فيكتوريا أزارينكا في الدفاع عن لقبها في فردي السيدات، وخسرت أمام أنيسكا رادفانسكا. بالإضافة إلى ذلك، فشل حامل اللقب في زوجي الرجال بوب ومايك برايان أيضًا في الدفاع عن لقبهما، بينما تمكن إيراني وفينشي من الاحتفاظ بلقبهما. وكما هو الحال في الأعوام السابقة، كانت شركة كيا هي الراعي الرسمي لهذه البطولة.